# Michaeliskirche (Gelnhaar)

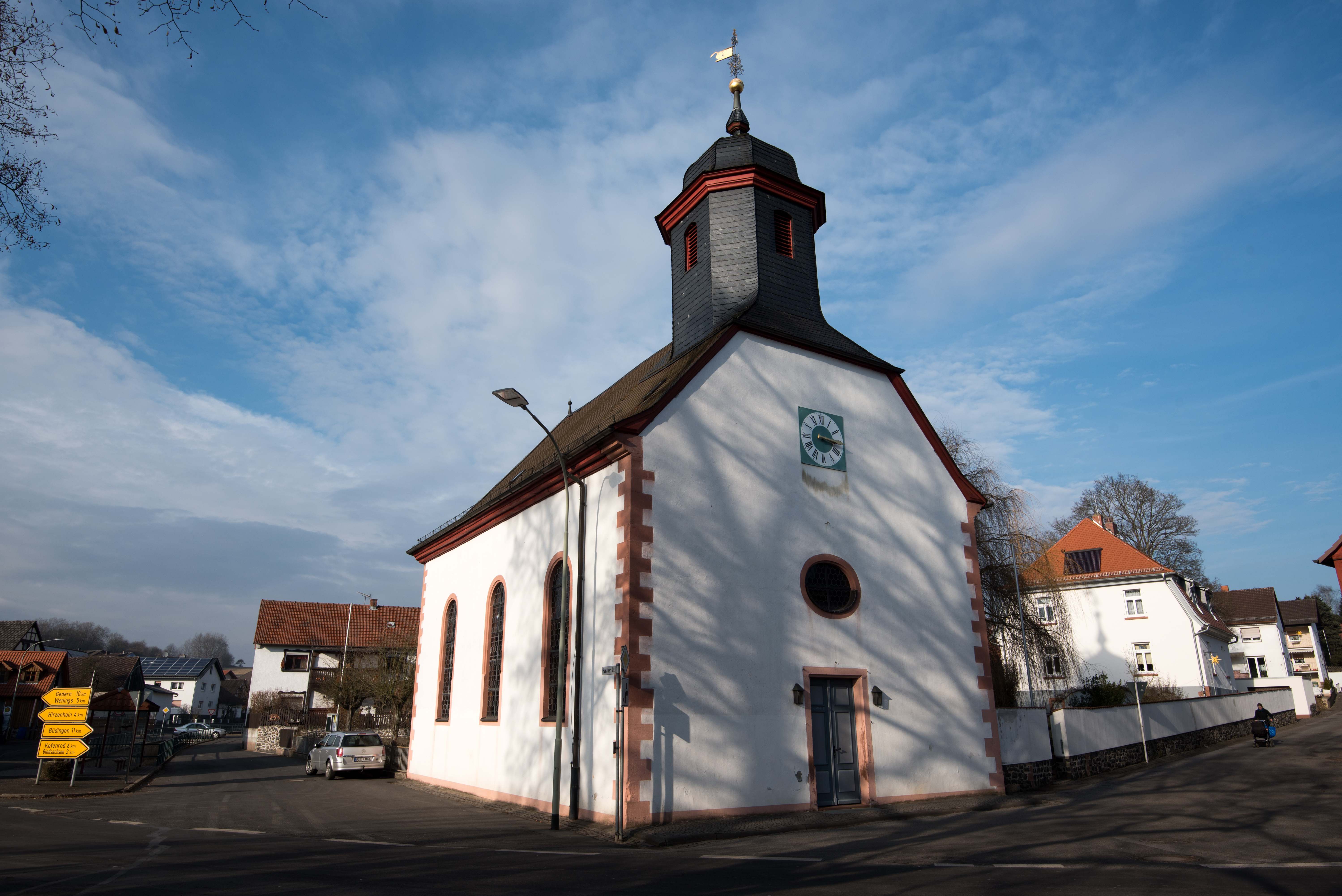
Gelnhaar, Michaeliskirche

Die evangelische Michaeliskirche ist ein denkmalgeschütztes Kirchengebäude, das in Gelnhaar steht, einem Stadtteil von Ortenberg  im Wetteraukreis in Hessen. Die Kirchengemeinde gehört zum Dekanat Büdinger Land in der Propstei Oberhessen der Evangelischen Kirche in Hessen und Nassau.

## Beschreibung
Die Saalkirche mit dreiseitigem Schluss wurde 1728 unter Graf Reinhard von Hanau nach einem Entwurf von Christian Ludwig Hermann gebaut. Aus dem Satteldach des Kirchenschiffs erhebt sich ein achteckiger, schiefergedeckter, mit einer glockenförmigen Haube bedeckter Dachreiter, hinter dessen Klangarkaden sich der Glockenstuhl befindet. Die alten Kirchenglocken wurden 1898 von G. A. Jauck umgegossen. Nur eine hat den Zweiten Weltkrieg überlebt. 1950, 1958 und 1961 wurde sie ergänzt. Im Innenraum werden die Emporen von durchgehenden, hölzernen Stützen getragen. Die Kanzel mit dem Bild Martin Luthers befand sich ursprünglich in der Längsachse hinter dem Altar. Heute steht dort ein Altarkreuz. Die Orgel mit zehn Registern, einem Manual und einem Pedal, die 1844 Wilhelm August Ratzmann gebaut hatte, wurde 1993 ersetzt.